# Join Experience
JOIN Experience est une marque commerciale de la joint-venture (ou coentreprise en français) du même nom entre JOIN Wireless et POST Luxembourg Group. JOIN Experience est un opérateur de réseau mobile virtuel (MVNO) , c'est-à-dire qu'il ne possède pas son propre réseau et utilise le réseau de Base/POST,. De 2014 à juillet 2018, JOIN Experience était actif en Belgique et au Grand-Duché de Luxembourg. Depuis le 1er août 2018, JOIN Experience a cessé ses activités en Belgique, tandis qu'il poursuit ses activités au Luxembourg,.

## Généralités
Issu de la société JOIN Wireless est détenu à 100 % par POST Luxembourg Group, JOIN Experience propose des forfaits pour communiquer dans toute l’Europe au tarif d'une communication nationale, sans frais de roaming. 

## Historique
En avril 2013 est créée la société JOIN Wireless qui donnera naissance plus tard à JOIN Experience. En novembre de la même année, le groupe POST Luxembourg entre au capital de JOIN Experience à hauteur de 50 %. Ce dernier utilise par la même occasion le réseau télécom de POST Luxembourg pour fournir ses clients.
En octobre 2013, l’opérateur télécom dispose d’une licence d’exploitation du réseau 4G.
Le lancement effectif des activités commerciales débute le 31 janvier 2014 au Grand-Duché de Luxembourg.
Préparant son arrivée prochaine en Belgique, la société annonce en mai 2014 la signature d’un accord de partenariat avec l’opérateur belge BASE Company, filiale du groupe hollandais KPN, pour l’utilisation de son réseau télécom sur le territoire belge.
Microsoft et JOIN Experience annoncent en septembre 2014 un partenariat de revente pour ce dernier des tablettes Surface Pro 3 et autres produits Microsoft.
Le 1er décembre 2014, JOIN Experience lance ses activités commerciales directement sur le sol belge avec l’ouverture de son premier point de vente en Belgique (Arlon-Messancy) et la mise à disposition de numéros belges (+0032 467 ... ...).
À la suite de la demande de JOIN Experience auprès de l’Institut belge des services postaux et des télécommunications (IBPT) et son homologue luxembourgeois ILR de mettre en place un accord bilatéral afin de mettre fin aux frais de roaming les deux pays, les deux organes de régulation annoncent le 30 avril 2015, la possibilité d’associer un numéro belge à un réseau luxembourgeois, et inversement, alors que les numéros sont en principe segmentés au niveau national,. JOIN Experience envisage de faire les mêmes demandes auprès des régulateurs allemands, français et néerlandais.

## Développement commercial en Europe
La société vend des offres mobiles européennes et nationales en 4G et valables à partir de numéros d’appels belges ou luxembourgeois en Europe (27 pays), c'est-à-dire que l’utilisateur peut appeler dans toute la zone au prix d’un appel national et recevoir des appels sans frais supplémentaires. Pour les communications hors-Europe, l’opérateur se réfère à une autre grille tarifaire.
Lancé auprès du public en janvier 2014 au Grand-Duché de Luxembourg en proposant seulement des numéros luxembourgeois, la société s’est progressivement développée vers le public belge en ouvrant des points de vente près de la frontière puis en proposant des numéros belges à partir de décembre 2014. En 2015, JOIN Experience ouvre deux magasins en Belgique, à Liège et à Namur.
L'opérateur télécom propose également un service de carte mobile prépayée et des services de téléphonie et d’Internet fixe au Grand-Duché de Luxembourg.

## Cessation de l'activité en Belgique et restructuration générale
Le 15 juin 2017, l'Union européenne a interdit la pratique du roaming dans l'ensemble des États membres. La mise en application de cette directive européenne a eu un effet désastreux sur le chiffre d'affaires de JOIN,.
Début 2018, l'actionnaire principal (POST) a mis à la tête de l'entreprise Didier Rouma, écartant de facto les 3 ex-dirigeants et fondateurs de la fonction de direction de l'entreprise.
Le nouveau directeur a pour mission de restructurer et réorienter les activités de la société afin d'éviter la faillite.
Depuis le 1er août 2018, les ventes sont stoppées en Belgique et plusieurs boutiques sont fermées. Les clients belges actuels sont invités à migrer vers une des offres de l'opérateur BASE d'ici le 1er décembre.